# Герменчук, Игорь Иванович
Игорь Иванович Герменчук (бел. Ігар Іванавіч Гермянчук; 1 января 1961 — 29 апреля 2002) — белорусский журналист и общественный деятель, депутат Верховного Совета БССР 12-го созыва, бывший редактор газеты «Свабода», основатель и редактор журнала «Кур’ер».

## Биография
Родился в деревне Страковичи Светлогорского района Гомельской области, учился в средней школе-интернате г. Светлогорска. Окончил факультет журналистики БГУ. Один из активных участников движения за независимость, участник общественного объединения «Майстроўня», член Партии БНФ.
В 1990 году в 29-летнем возрасте И. Герменчук стал одним из самых молодых депутатов Верховного Совета БССР. 11 апреля 1995 года вместе с другими депутатами от оппозиции БНФ (всего 19 человек) объявил голодовку протеста против инициированного А. Лукашенко референдума о государственном языке и символике. В ночь на 12 апреля 1995 депутаты были насильственно эвакуированы из зала заседаний из-за сообщения о якобы заложенной взрывчатке, после чего, как они утверждали, были жестоко избиты сотрудниками спецслужб.
В 30-летнем возрасте Игорь Герменчук возглавил газету «Свабода», которая при нём стала популярным изданием в стране. За антипрезидентские публикации прокуратура четыре раза заводила на И. Герменчука уголовные дела. В конце 1997 года газета «Свабода» была лишена регистрации, но уже в январе 1998 И. Герменчук смог возродить её под названием «Навіны».
Умер от рака в 2002 году.